# Cantó de Saint-Amarin
El cantó de Saint-Amarin (alsacià kanton Sàntàmàrí) és una divisió administrativa francesa situat al departament de l'Alt Rin i a la regió del Gran Est.

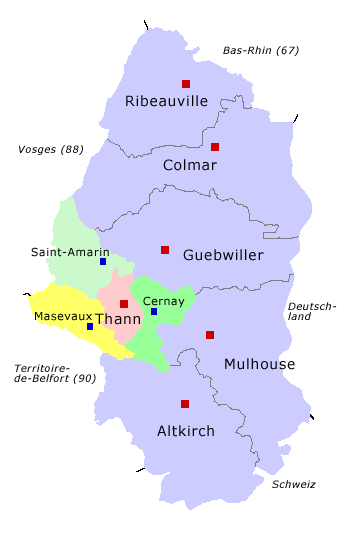
representació del cantó de Saint-Amarin al districte de Thann i al departament de l'Alt Rin

## Composició
El cantó aplega 15 comunes :
| Nom alsacià      | Nom francès         | Nom alemany        |
| Falleri          | Fellering           | Fellering          |
| Gaishüse         | Geishouse           | Geishausen         |
| Golbàch-Àltebàch | Goldbach-Altenbach  | Goldbach-Altenbach |
| Hüser-Wasserlíng | Husseren-Wesserling | Häusern-Wesserling |
| Krit             | Kruth               | Krüth              |
| Màlmerschbàch    | Malmerspach         | Malmerspach        |
| Mítzàch          | Mitzach             | Mitzach            |
| Mollo            | Mollau              | Mollau             |
| Mohsch           | Moosch              | Moosch             |
| Oder             | Oderen              | Odern              |
| Rànschbàch       | Ranspach            | Ranspach           |
| Sàntàmàrí        | Saint-Amarin        | Sankt Amarin       |
| Storksoh         | Storckensohn        | Storckensohn       |
| Urwes            | Urbès               | Urbis              |
| Wíldestai        | Wildenstein         | Wildenstein        |

## Conseller general de l'Alt Rin
- 1998-2014: François Tacquard